# 南九州警察署
南九州警察署（みなみきゅうしゅうけいさつしょ）は鹿児島県南九州市知覧町郡にある鹿児島県警察の警察署。
2007年（平成19年）に川辺町、知覧町、頴娃町が合併し南九州市が発足したのに伴い知覧警察署から南九州警察署に改称。

## 概要
- 運転免許証の更新：可能
- 運転免許証の再交付：可能
- 運転免許証の失効に伴う新規免許証の申請：可能

※2008年（平成20年）10月1日から鹿児島市内3ヶ所の警察署（鹿児島中央警察署・鹿児島西警察署・鹿児島南警察署）を除く鹿児島県内の25ヶ所の警察署と4ヶ所の幹部派出所（甑島幹部派出所・垂水幹部派出所・喜界幹部派出所・与論幹部派出所）で運転免許証の更新や再交付、運転免許証の失効に伴う新規免許証の申請が管轄区域に関わらずできるようになる。但し、身体障害者運転適性検査装置等による検査が必要な者と運転免許効力停止処分中の者は除く。

### 管轄区域
- 南九州市
  - 鹿児島南警察署の管轄区域を除く全域
- 鹿児島市
  - 平川町の一部
  - 喜入瀬々串町の一部
  - 喜入前之浜町の一部
  - 喜入生見町の一部

## 沿革
- 1954年（昭和29年） - 鹿児島県警察署設置条例により、知覧警察署を設置する[1]。
- 2007年（平成19年） - 川辺町・知覧町・頴娃町が合併し、南九州市が発足したのに伴い、南九州警察署に改称。

## 組織
- 署長
- 副署長
- 警務課
- 会計課
- 生活安全刑事課
- 地域課
- 交通課
- 警備課

## 交番
- 頴娃交番（えいこうばん・南九州市頴娃町郡9243番地）
- 川辺交番（かわなべこうばん・南九州市川辺町平山3311番地6）
- 知覧交番（ちらんこうばん・南九州市知覧町西元4324番地4）

管内に駐在所は存在しない

## 警察署周辺の施設
- 鹿児島県立薩南工業高等学校
- 鹿児島信用金庫知覧支店
- 豊玉姫神社
- 知覧特攻平和会館
- 知覧城址